# Александрийска патриаршия
Александрийската патриаршия (на гръцки: Πατριαρχείον Αλεξανδρείας και πάσης Αφρικής) е автокефална поместна православна църква със седалище в Александрия и Кайро в Египет.
Заема 2-о място (след Вселенската патриаршия) в диптиха на автокефалните поместни църкви. Църквата се възглавява от патриарх Теодор II Александрийски.